# Coupe du monde de ski alpin 2014-2015
Navigation
Édition précédente Édition suivante
La Coupe du monde de ski alpin 2014-2015 est la 49e édition de la coupe du monde de ski alpin, compétition de ski alpin organisée annuellement.

## Déroulement de la saison

### Pré-saison
Des skieuses de renom ont annoncé la fin de leur carrière au plus haut niveau en fin de saison 2013-2014, on citera notamment : Maria Höfl-Riesch (triple championne Olympique à Vancouver et Sotchi) et Marlies Schild (recordwoman de victoires en slalom en Coupe du Monde).
Aksel Lund Svindal, blessé au tendon d'Achille en octobre et qui avait dans un premier temps renoncé à sa saison, fait finalement son retour lors des Championnats du monde à Beaver Creek (sixième en descente et super-G). Il ne disputera néanmoins aucune course de Coupe du Monde cette saison.

### Saison des messieurs
| \| Sölden Levi Are V.G. A.B. Madonna S.C. Zagreb Adelboden Méribel Wengen Kitzbuhel Schladming Saalbach Maribor Garmisch Kvitfjell Kransjka Gora Val d'Isère Munich \| Sites des compétitions en Europe (+ Lake Louise, au Canada et Beaver Creek, aux États-Unis) · (NB: V.G.→Val Gardena, A.B.→Alta Badia, S.C.→Santa Caterina) |
| Sölden Levi Are V.G. A.B. Madonna S.C. Zagreb Adelboden Méribel Wengen Kitzbuhel Schladming Saalbach Maribor Garmisch Kvitfjell Kransjka Gora Val d'Isère Munich |

### Saison des dames
| \| Sölden Levi Are · (x2) Zagreb Maribor Garmisch Courchevel Méribel Val d'Isère Kuhtai Bad K. Flachau Cortina St-Moritz Bansko Semmering Munich \| Sites des compétitions en Europe (+ Lake Louise, au Canada et Aspen, aux États-Unis) · (NB: Bad K.→Bad Kleinkirchheim) |
| Sölden Levi Are · (x2) Zagreb Maribor Garmisch Courchevel Méribel Val d'Isère Kuhtai Bad K. Flachau Cortina St-Moritz Bansko Semmering Munich |

## Classement général
| Rang | Nom                   | Points | Victoire(s) |
| ---- | --------------------- | ------ | ----------- |
| 1    | Marcel Hirscher       | 1448   | 8           |
| 2    | Kjetil Jansrud        | 1288   | 7           |
| 3    | Alexis Pinturault     | 1006   | 2           |
| 4    | Felix Neureuther      | 838    | 2           |
| 5    | Fritz Dopfer          | 797    | -           |
| 6    | Hannes Reichelt       | 760    | 3           |
| 7    | Dominik Paris         | 745    | 1           |
| 8    | Henrik Kristoffersen  | 729    | 3           |
| 9    | Matthias Mayer        | 717    | 2           |
| 10   | Carlo Janka           | 643    | 1           |
| 11   | Ted Ligety            | 560    | 1           |
| 12   | Victor Muffat Jeandet | 551    | -           |
| 13   | Alexander Khoroshilov | 485    | 1           |
| 14   | Romed Baumann         | 461    | -           |
| 15   | Max Franz             | 457    | -           |
| 16   | Stefano Gross         | 430    | 1           |
| 17   | Guillermo Fayed       | 417    | -           |
| 18   | Didier Defago         | 406    | -           |
| 19   | Beat Feuz             | 405    | -           |
| 20   | Mattias Hargin        | 386    | 1           |

| Rang | Nom                   | Points | Victoire(s) |
| ---- | --------------------- | ------ | ----------- |
| 1    | Anna Fenninger        | 1553   | 6           |
| 2    | Tina Maze             | 1531   | 3           |
| 3    | Lindsey Vonn          | 1087   | 8           |
| 4    | Mikaela Shiffrin      | 1036   | 6           |
| 5    | Nicole Hosp           | 684    | 1           |
| 6    | Frida Hansdotter      | 679    | 1           |
| 7    | Kathrin Zettel        | 646    | -           |
| 8    | Elisabeth Görgl       | 638    | 1           |
| 9    | Lara Gut              | 623    | 2           |
| 10   | Tina Weirather        | 603    | 1           |
| 11   | Viktoria Rebensburg   | 573    | -           |
| 12   | Nadia Fanchini        | 468    | -           |
| 13   | Eva-Maria Brem        | 452    | 1           |
| 14   | Cornelia Hütter       | 440    | -           |
| 15   | Maria Pietilä-Holmner | 411    | 1           |
| 16   | Dominique Gisin       | 396    | -           |
| 17   | Elena Fanchini        | 376    | 1           |
| 17   | Šárka Strachová       | 376    | -           |
| 19   | Sara Hector           | 370    | 1           |
| 20   | Federica Brignone     | 350    | -           |

## Classements de chaque discipline
Les noms en gras remportent les titres des disciplines.

### Descente
| Rang | Nom             | Points | Victoire(s) |
| ---- | --------------- | ------ | ----------- |
| 1    | Kjetil Jansrud  | 605    | 4           |
| 2    | Hannes Reichelt | 511    | 3           |
| 3    | Guillermo Fayed | 389    | -           |
| 4    | Matthias Mayer  | 386    | 1           |
| 4    | Dominik Paris   | 386    | -           |
| 6    | Steven Nyman    | 324    | 1           |
| 7    | Beat Feuz       | 306    | -           |
| 8    | Patrick Küng    | 280    | -           |
| 9    | Romed Baumann   | 272    | -           |
| 10   | Max Franz       | 256    | -           |

| Rang | Nom                 | Points | Victoire(s) |
| ---- | ------------------- | ------ | ----------- |
| 1    | Lindsey Vonn        | 502    | 4           |
| 2    | Anna Fenninger      | 399    | -           |
| 3    | Tina Maze           | 356    | 1           |
| 4    | Elisabeth Görgl     | 337    | -           |
| 5    | Elena Fanchini      | 291    | 1           |
| 6    | Lara Gut            | 289    | 1           |
| 7    | Tina Weirather      | 269    | 1           |
| 7    | Viktoria Rebensburg | 269    | -           |
| 9    | Fabienne Suter      | 212    | -           |
| 10   | Larisa Yurkiw       | 202    | -           |

### Super G
| Rang | Nom                | Points | Victoire(s) |
| ---- | ------------------ | ------ | ----------- |
| 1    | Kjetil Jansrud     | 556    | 3           |
| 2    | Dominik Paris      | 353    | 1           |
| 3    | Matthias Mayer     | 274    | 1           |
| 4    | Hannes Reichelt    | 243    | 1           |
| 5    | Dustin Cook        | 239    | 1           |
| 6    | Vincent Kriechmayr | 196    | -           |
| 7    | Adrien Théaux      | 190    | -           |
| 8    | Max Franz          | 187    | -           |
| 9    | Didier Defago      | 178    | -           |
| 10   | Alexis Pinturault  | 169    | -           |

| Rang | Nom                 | Points | Victoire(s) |
| ---- | ------------------- | ------ | ----------- |
| 1    | Lindsey Vonn        | 540    | 4           |
| 2    | Anna Fenninger      | 512    | 1           |
| 3    | Tina Maze           | 390    | -           |
| 4    | Cornelia Hütter     | 286    | -           |
| 5    | Lara Gut            | 261    | 1           |
| 6    | Nicole Hosp         | 255    | -           |
| 7    | Elisabeth Görgl     | 214    | 1           |
| 8    | Tina Weirather      | 195    | -           |
| 9    | Nadia Fanchini      | 145    | -           |
| 10   | Francesca Marsaglia | 144    | -           |

### Géant
| Rang | Nom                   | Points | Victoire(s) |
| ---- | --------------------- | ------ | ----------- |
| 1    | Marcel Hirscher       | 690    | 4           |
| 2    | Alexis Pinturault     | 487    | 1           |
| 3    | Ted Ligety            | 462    | 1           |
| 4    | Fritz Dopfer          | 346    | -           |
| 5    | Thomas Fanara         | 330    | -           |
| 6    | Henrik Kristoffersen  | 266    | 1           |
| 7    | Victor Muffat Jeandet | 261    | -           |
| 8    | Felix Neureuther      | 247    | -           |
| 9    | Benjamin Raich        | 227    | -           |
| 10   | Roberto Nani          | 214    | -           |

| Rang | Nom                 | Points | Victoire(s) |
| ---- | ------------------- | ------ | ----------- |
| 1    | Anna Fenninger      | 542    | 4           |
| 2    | Eva-Maria Brem      | 436    | 1           |
| 3    | Mikaela Shiffrin    | 357    | 1           |
| 4    | Sara Hector         | 329    | 1           |
| 5    | Tina Maze           | 266    | 1           |
| 6    | Nadia Fanchini      | 244    | -           |
| 7    | Federica Brignone   | 237    | -           |
| 8    | Kathrin Zettel      | 230    | -           |
| 9    | Viktoria Rebensburg | 182    | -           |
| 10   | Tina Weirather      | 139    | -           |

### Slalom
| Rang | Nom                    | Points | Victoire(s) |
| ---- | ---------------------- | ------ | ----------- |
| 1    | Marcel Hirscher        | 614    | 3           |
| 2    | Felix Neureuther       | 591    | 2           |
| 3    | Alexander Khoroshilov  | 485    | 1           |
| 4    | Henrik Kristoffersen   | 463    | 2           |
| 5    | Fritz Dopfer           | 451    | -           |
| 6    | Stefano Gross          | 430    | 1           |
| 7    | Mattias Hargin         | 386    | 1           |
| 8    | Giuliano Razzoli       | 350    | -           |
| 9    | Sebastian Foss Solevåg | 227    | -           |
| 10   | Alexis Pinturault      | 224    | -           |

| Rang | Nom                     | Points | Victoire(s) |
| ---- | ----------------------- | ------ | ----------- |
| 1    | Mikaela Shiffrin        | 679    | 5           |
| 2    | Frida Hansdotter        | 569    | 1           |
| 3    | Tina Maze               | 439    | 1           |
| 4    | Šárka Strachová         | 376    | -           |
| 5    | Kathrin Zettel          | 356    | -           |
| 6    | Maria Pietilä-Holmner   | 303    | 1           |
| 6    | Veronika Velez Zuzulová | 303    | -           |
| 8    | Wendy Holdener          | 266    | -           |
| 9    | Nicole Hosp             | 249    | 1           |
| 10   | Nina Løseth             | 225    | -           |

### Combiné
| Rang | Nom                   | Points | Victoire(s) |
| ---- | --------------------- | ------ | ----------- |
| 1    | Carlo Janka           | 140    | 1           |
| 2    | Alexis Pinturault     | 126    | 1           |
| 3    | Victor Muffat Jeandet | 125    | -           |
| 4    | Ivica Kostelić        | 110    | -           |
| 5    | Ondrej Bank           | 92     | -           |
| 6    | Marcel Hirscher       | 80     | -           |
| 7    | Natko Zrnčić-Dim      | 72     | -           |
| 8    | Mauro Caviezel        | 62     | -           |
| 9    | Adam Zampa            | 52     | -           |
| 10   | Matthias Mayer        | 50     | -           |

| Rang | Nom                  | Points | Victoire(s) |
| ---- | -------------------- | ------ | ----------- |
| 1    | Anna Fenninger       | 100    | 1           |
| 2    | Tina Maze            | 80     | -           |
| 3    | Kathrin Zettel       | 60     | -           |
| 4    | Margot Bailet        | 50     | -           |
| 5    | Marie-Michèle Gagnon | 45     | -           |
| 6    | Dominique Gisin      | 40     | -           |
| 7    | Wendy Holdener       | 36     | -           |
| 8    | Michaela Kirchgasser | 32     | -           |
| 9    | Romane Miradoli      | 29     | -           |
| 10   | Francesca Marsaglia  | 26     | -           |

### Coupe des Nations
| Rang | Nation     | Points |
| ---- | ---------- | ------ |
| 1    | Autriche   | 11617  |
| 2    | Italie     | 6145   |
| 3    | Suisse     | 5362   |
| 4    | États-Unis | 5069   |
| 5    | France     | 5007   |

| Rang | Nation   | Points |
| ---- | -------- | ------ |
| 1    | Autriche | 5768   |
| 2    | France   | 3874   |
| 3    | Italie   | 3412   |
| 4    | Suisse   | 3158   |
| 5    | Norvège  | 2592   |

| Rang | Nation     | Points |
| ---- | ---------- | ------ |
| 1    | Autriche   | 5849   |
| 2    | États-Unis | 3159   |
| 3    | Italie     | 2733   |
| 4    | Suède      | 2291   |
| 5    | Suisse     | 2204   |

## Calendrier et résultats

### Messieurs
| Date                                         | Lieu                       | Épreuve          | Vainqueur                                              | Deuxième                                               | Troisième                                              |
| -------------------------------------------- | -------------------------- | ---------------- | ------------------------------------------------------ | ------------------------------------------------------ | ------------------------------------------------------ |
| 26 octobre 2014                              | Sölden                     | Géant            | Marcel Hirscher                                        | Fritz Dopfer                                           | Alexis Pinturault                                      |
| 16 novembre 2014                             | Levi                       | Slalom           | Henrik Kristoffersen                                   | Marcel Hirscher                                        | Felix Neureuther                                       |
| 29 novembre 2014                             | Lake Louise                | Descente         | Kjetil Jansrud                                         | Manuel Osborne-Paradis Guillermo Fayed                 |                                                        |
| 30 novembre 2014                             | Lake Louise                | Super G          | Kjetil Jansrud                                         | Matthias Mayer                                         | Dominik Paris                                          |
| 5 décembre 2014                              | Beaver Creek               | Descente         | Kjetil Jansrud                                         | Beat Feuz                                              | Steven Nyman                                           |
| 6 décembre 2014                              | Beaver Creek               | Super G          | Hannes Reichelt                                        | Kjetil Jansrud                                         | Alexis Pinturault                                      |
| 7 décembre 2014                              | Beaver Creek               | Géant            | Ted Ligety                                             | Alexis Pinturault                                      | Marcel Hirscher                                        |
| 13 décembre 2014                             | Val d'Isère                | Géant            | Epreuves annulées (manque de neige) et Reportées à Åre | Epreuves annulées (manque de neige) et Reportées à Åre | Epreuves annulées (manque de neige) et Reportées à Åre |
| 14 décembre 2014                             | Val d'Isère                | Slalom           | Epreuves annulées (manque de neige) et Reportées à Åre | Epreuves annulées (manque de neige) et Reportées à Åre | Epreuves annulées (manque de neige) et Reportées à Åre |
| 12 décembre 2014                             | Åre (Remplace Val d'Isère) | Géant            | Marcel Hirscher                                        | Ted Ligety                                             | Stefan Luitz                                           |
| 14 décembre 2014                             | Åre (Remplace Val d'Isère) | Slalom           | Marcel Hirscher                                        | Felix Neureuther                                       | Aleksandr Khoroshilov                                  |
| 19 décembre 2014                             | Val Gardena                | Descente         | Steven Nyman                                           | Kjetil Jansrud                                         | Dominik Paris                                          |
| 20 décembre 2014                             | Val Gardena                | Super G          | Kjetil Jansrud                                         | Dominik Paris                                          | Hannes Reichelt                                        |
| 21 décembre 2014                             | Alta Badia                 | Géant            | Marcel Hirscher                                        | Ted Ligety                                             | Thomas Fanara                                          |
| 22 décembre 2014                             | Madonna di Campiglio       | Slalom           | Felix Neureuther                                       | Fritz Dopfer                                           | Jens Byggmark                                          |
| 28 décembre 2014                             | Santa Caterina             | Descente         | Travis Ganong                                          | Matthias Mayer                                         | Dominik Paris                                          |
| 1er janvier 2015                             | Munich                     | Slalom parallèle | Epreuve annulée (manque de neige)                      | Epreuve annulée (manque de neige)                      | Epreuve annulée (manque de neige)                      |
| 6 janvier 2015                               | Zagreb                     | Slalom           | Marcel Hirscher                                        | Felix Neureuther                                       | Sebastian Foss Solevåg                                 |
| 10 janvier 2015                              | Adelboden                  | Géant            | Marcel Hirscher                                        | Alexis Pinturault                                      | Henrik Kristoffersen                                   |
| 11 janvier 2015                              | Adelboden                  | Slalom           | Stefano Gross                                          | Fritz Dopfer                                           | Marcel Hirscher                                        |
| 16 janvier 2015                              | Wengen                     | Super combiné    | Carlo Janka                                            | Victor Muffat Jeandet                                  | Ivica Kostelić                                         |
| 17 janvier 2015                              | Wengen                     | Slalom           | Felix Neureuther                                       | Stefano Gross                                          | Henrik Kristoffersen                                   |
| 18 janvier 2015                              | Wengen                     | Descente         | Hannes Reichelt                                        | Beat Feuz                                              | Carlo Janka                                            |
| 23 janvier 2015                              | Kitzbühel                  | Super G          | Dominik Paris                                          | Matthias Mayer                                         | Georg Streitberger                                     |
| 23 janvier 2015                              | Kitzbühel                  | Super combiné    | Alexis Pinturault                                      | Marcel Hirscher                                        | Ondrej Bank                                            |
| 24 janvier 2015                              | Kitzbühel                  | Descente         | Kjetil Jansrud                                         | Dominik Paris                                          | Guillermo Fayed                                        |
| 25 janvier 2015                              | Kitzbühel                  | Slalom           | Mattias Hargin                                         | Marcel Hirscher                                        | Felix Neureuther                                       |
| 27 janvier 2015                              | Schladming                 | Slalom           | Aleksandr Khoroshilov                                  | Stefano Gross                                          | Felix Neureuther                                       |
| Championnats du monde (4 au 15 février 2015) |                            |                  |                                                        |                                                        |                                                        |
| 21 février 2015                              | Saalbach                   | Descente         | Matthias Mayer                                         | Max Franz                                              | Hannes Reichelt                                        |
| 22 février 2015                              | Saalbach                   | Super G          | Matthias Mayer                                         | Adrien Théaux                                          | Kjetil Jansrud                                         |
| 28 février 2015                              | Garmisch                   | Descente         | Hannes Reichelt                                        | Romed Baumann                                          | Matthias Mayer                                         |
| 1er mars 2015                                | Garmisch                   | Géant            | Marcel Hirscher                                        | Felix Neureuther                                       | Benjamin Raich                                         |
| 7 mars 2015                                  | Kvitfjell                  | Descente         | Hannes Reichelt                                        | Manuel Osborne-Paradis                                 | Werner Heel                                            |
| 8 mars 2015                                  | Kvitfjell                  | Super G          | Kjetil Jansrud                                         | Vincent Kriechmayr                                     | Dustin Cook                                            |
| 14 mars 2015                                 | Kranjska Gora              | Géant            | Alexis Pinturault                                      | Marcel Hirscher                                        | Thomas Fanara                                          |
| 15 mars 2015                                 | Kranjska Gora              | Slalom           | Henrik Kristoffersen                                   | Giuliano Razzoli                                       | Mattias Hargin                                         |
| 18 mars 2015                                 | Méribel                    | Descente         | Kjetil Jansrud                                         | Didier Defago                                          | Georg Streitberger                                     |
| 19 mars 2015                                 | Méribel                    | Super G          | Dustin Cook                                            | Kjetil Jansrud                                         | Brice Roger                                            |
| 21 mars 2015                                 | Méribel                    | Géant            | Henrik Kristoffersen                                   | Fritz Dopfer                                           | Thomas Fanara                                          |
| 22 mars 2015                                 | Méribel                    | Slalom           | Marcel Hirscher                                        | Giuliano Razzoli                                       | Alexander Khoroshilov                                  |

### Dames
| Date                                         | Lieu                                            | Épreuve          | Vainqueur                                                     | Seconde                                                       | Troisième                                                     |
| -------------------------------------------- | ----------------------------------------------- | ---------------- | ------------------------------------------------------------- | ------------------------------------------------------------- | ------------------------------------------------------------- |
| 25 octobre 2014                              | Sölden                                          | Géant            | Anna Fenninger Mikaela Shiffrin                               |                                                               | Eva-Maria Brem                                                |
| 15 novembre 2014                             | Levi                                            | Slalom           | Tina Maze                                                     | Frida Hansdotter                                              | Kathrin Zettel                                                |
| 29 novembre 2014                             | Aspen                                           | Géant            | Eva-Maria Brem                                                | Kathrin Zettel                                                | Federica Brignone                                             |
| 30 novembre 2014                             | Aspen                                           | Slalom           | Nicole Hosp                                                   | Frida Hansdotter                                              | Kathrin Zettel                                                |
| 5 décembre 2014                              | Lake Louise                                     | Descente         | Tina Maze                                                     | Anna Fenninger                                                | Tina Weirather                                                |
| 6 décembre 2014                              | Lake Louise                                     | Descente         | Lindsey Vonn                                                  | Stacey Cook                                                   | Julia Mancuso                                                 |
| 7 décembre 2014                              | Lake Louise                                     | Super G          | Lara Gut                                                      | Lindsey Vonn                                                  | Tina Maze                                                     |
| 13 décembre 2014                             | Courchevel                                      | Géant            | Epreuves annulées (manque de neige) et Reportées à Åre        | Epreuves annulées (manque de neige) et Reportées à Åre        | Epreuves annulées (manque de neige) et Reportées à Åre        |
| 14 décembre 2014                             | Courchevel                                      | Slalom           | Epreuves annulées (manque de neige) et Reportées à Åre        | Epreuves annulées (manque de neige) et Reportées à Åre        | Epreuves annulées (manque de neige) et Reportées à Åre        |
| 12 décembre 2014                             | Åre (Remplace Courchevel)                       | Géant            | Tina Maze                                                     | Sara Hector                                                   | Eva-Maria Brem                                                |
| 13 décembre 2014                             | Åre (Remplace Courchevel)                       | Slalom           | Maria Pietilä-Holmner                                         | Tina Maze                                                     | Frida Hansdotter                                              |
| 20 décembre 2014                             | Val d'Isère                                     | Descente         | Lindsey Vonn                                                  | Elisabeth Görgl Viktoria Rebensburg                           |                                                               |
| 21 décembre 2014                             | Val d'Isère                                     | Super G          | Elisabeth Görgl                                               | Anna Fenninger                                                | Tina Maze                                                     |
| 28 décembre 2014                             | Semmering                                       | Géant            | Epreuves annulées (manque de neige) et Reportées à Kühtai     | Epreuves annulées (manque de neige) et Reportées à Kühtai     | Epreuves annulées (manque de neige) et Reportées à Kühtai     |
| 29 décembre 2014                             | Semmering                                       | Slalom           | Epreuves annulées (manque de neige) et Reportées à Kühtai     | Epreuves annulées (manque de neige) et Reportées à Kühtai     | Epreuves annulées (manque de neige) et Reportées à Kühtai     |
| 28 décembre 2014                             | Kühtai (Remplace Semmering)                     | Géant            | Sara Hector                                                   | Anna Fenninger                                                | Mikaela Shiffrin                                              |
| 29 décembre 2014                             | Kühtai (Remplace Semmering)                     | Slalom           | Mikaela Shiffrin                                              | Sarka Strachova                                               | Wendy Holdener                                                |
| 1er janvier 2015                             | Munich                                          | Slalom parallèle | Epreuve annulée (manque de neige)                             | Epreuve annulée (manque de neige)                             | Epreuve annulée (manque de neige)                             |
| 4 janvier 2015                               | Zagreb                                          | Slalom           | Mikaela Shiffrin                                              | Kathrin Zettel                                                | Nina Løseth                                                   |
| 10 janvier 2015                              | Bad Kleinkirchheim                              | Descente         | Epreuve annulée (Vents forts) et Reportée à Cortina d'Ampezzo | Epreuve annulée (Vents forts) et Reportée à Cortina d'Ampezzo | Epreuve annulée (Vents forts) et Reportée à Cortina d'Ampezzo |
| 11 janvier 2015                              | Bad Kleinkirchheim                              | Super G          | Epreuve annulée (Vents forts) et Reportée à Bansko            | Epreuve annulée (Vents forts) et Reportée à Bansko            | Epreuve annulée (Vents forts) et Reportée à Bansko            |
| 13 janvier 2015                              | Flachau                                         | Slalom           | Frida Hansdotter                                              | Tina Maze                                                     | Mikaela Shiffrin                                              |
| 16 janvier 2015                              | Cortina d'Ampezzo (Remplace Bad Kleinkirchheim) | Descente         | Elena Fanchini                                                | Larisa Yurkiw                                                 | Viktoria Rebensburg                                           |
| 18 janvier 2015                              | Cortina d'Ampezzo                               | Descente         | Lindsey Vonn                                                  | Elisabeth Görgl                                               | Daniela Merighetti                                            |
| 19 janvier 2015                              | Cortina d'Ampezzo                               | Super G          | Lindsey Vonn                                                  | Anna Fenninger                                                | Tina Weirather                                                |
| 24 janvier 2015                              | Saint-Moritz                                    | Descente         | Lara Gut                                                      | Anna Fenninger                                                | Edith Miklos                                                  |
| 25 janvier 2015                              | Saint-Moritz                                    | Super G          | Lindsey Vonn                                                  | Anna Fenninger                                                | Nicole Hosp                                                   |
| Championnats du monde (3 au 14 février 2015) |                                                 |                  |                                                               |                                                               |                                                               |
| 21 février 2015                              | Maribor                                         | Géant            | Anna Fenninger                                                | Viktoria Rebensburg                                           | Tina Weirather                                                |
| 22 février 2015                              | Maribor                                         | Slalom           | Mikaela Shiffrin                                              | Veronika Velez Zuzulová                                       | Šárka Strachová                                               |
| 27 février 2015                              | Bansko (Remplace Bad Kleinkirchheim)            | Super G          | Epreuve annulée (Brouillard)                                  | Epreuve annulée (Brouillard)                                  | Epreuve annulée (Brouillard)                                  |
| 28 février 2015                              | Bansko                                          | Super G          | Epreuve annulée (Brouillard) et Reprogramée le 2 mars.        | Epreuve annulée (Brouillard) et Reprogramée le 2 mars.        | Epreuve annulée (Brouillard) et Reprogramée le 2 mars.        |
| 1er mars 2015                                | Bansko                                          | Super combiné    | Anna Fenninger                                                | Tina Maze                                                     | Kathrin Zettel                                                |
| 2 mars 2015                                  | Bansko                                          | Super G          | Anna Fenninger                                                | Tina Maze                                                     | Lindsey Vonn                                                  |
| 7 mars 2015                                  | Garmisch                                        | Descente         | Tina Weirather                                                | Anna Fenninger                                                | Tina Maze                                                     |
| 8 mars 2015                                  | Garmisch                                        | Super G          | Lindsey Vonn                                                  | Tina Maze                                                     | Anna Fenninger                                                |
| 13 mars 2015                                 | Åre                                             | Géant            | Anna Fenninger                                                | Nadia Fanchini                                                | Eva-Maria Brem                                                |
| 14 mars 2015                                 | Åre                                             | Slalom           | Mikaela Shiffrin                                              | Veronika Velez Zuzulová                                       | Šárka Strachová                                               |
| 18 mars 2015                                 | Méribel                                         | Descente         | Lindsey Vonn                                                  | Elisabeth Görgl                                               | Nicole Hosp                                                   |
| 19 mars 2015                                 | Méribel                                         | Super G          | Lindsey Vonn                                                  | Anna Fenninger                                                | Tina Maze                                                     |
| 21 mars 2015                                 | Méribel                                         | Slalom           | Mikaela Shiffrin                                              | Frida Hansdotter                                              | Veronika Velez Zuzulová                                       |
| 22 mars 2015                                 | Méribel                                         | Géant            | Anna Fenninger                                                | Eva-Maria Brem                                                | Tina Maze                                                     |

### Mixte
| Date         | Lieu    | Épreuve    | Vainqueur | Deuxième | Troisième                                                                          |
| ------------ | ------- | ---------- | --- | --- | ---------------------------------------------------------------------------------- |
| 20 mars 2015 | Méribel | Par Équipe | Suisse- Charlotte Chable - Michelle Gisin - Wendy Holdener - Gino Caviezel - Justin Murisier - Reto Schmidiger | Suède- Sara Hector - Anna Swenn-Larsson - Emelie Wikström - Mattias Hargin - Anton Lahdenperä - André Myhrer | Autriche- Eva-Maria Brem - Carmen Thalmann - Christoph Nösig - Philipp Schörghofer |